# Животов, Алексей Семёнович
Алексей Семёнович Животов (1 (14) ноября 1904, Казань — 27 августа 1964, Ленинград, похоронен на Серафимовском кладбище Санкт-Петербурга) — российский композитор, инструменталист и дирижёр. Заслуженный деятель искусств РСФСР с 1957 года.

## Обучение
1924—1930 годы — Ленинградская консерватория у М. Чернова и В. Щербачева.

## Преподавание
1926—1930 годы — музыкально-теоретические предметы и инструментовка.

Могила Животова на Серафимовском кладбище Санкт-Петербурга.

## Творчество
Был близок к Ассоциации современной музыки.
- 1928 год — Дебютировал Сюитой для большого оркестра, близкой к музыкальному конструктивизму.
- 1929 год — Фрагменты для нонета.
- 1932 год — Значительный успех имел его вокально-симфонический цикл «Запад».
- Принимал активное участие в музыкальной жизни Ленинграда.
- 1961—1964 годы — председатель Ленинградского отделения Музыкального фонда.

Романсы на стихи Д. Давыдова, музыка к спектаклям и кинофильмам (в т.ч., Двенадцатая ночь).

### Фильмография
- 1932 — Слава мира
- 1937 — За Советскую Родину
- 1955 — Двенадцатая ночь